# Presseetiske regler
De presseetiske regler, også kaldet retningslinjer for god presseskik er et sæt retningslinjer, som arbejdsgiverorganisationen Danske Medier og fagforbundet Dansk Journalistforbund har vedtaget i fællesskab og som gælder for alle medier, der er omfattet af medieansvarsloven.
De presseetiske regler er afsættet for mediernes selvregulering og for Pressenævnets vurdering af klagesager, hvor medier anklages for at overtræde god presseskik. Under Pressenævnets behandling af konkrete sager fastlægger og videreudvikler nævnet løbende reglerne i nævnets udtalelser.
Retningslinjerne omfatter alt indhold i medierne, der har været underkastet en redaktionel bearbejdning. Det vil altså også sige debat, analyser, kommentarer og lignende uanset platform. De omfatter dog ikke brugergenereret indhold som eksempelvis kommentarspor på sociale medier. Det er blandt andet de presseetiske regler, der fastslår, at personer, der angribes i medierne skal gives rimelig tid til at svare. De nævner også, at ofre for kriminalitet skal behandles særligt varsomt i medierne. Reglerne fastslår også, at medier skal være ekstra opmærksomme, når de skriver om selvmord, gidselsituationer eller dækker begivenheder live.
Ved siden af de officielle presseetiske regler har mange større medier udarbejdet deres egne regler.